# Maria Vittoria dal Pozzo
Maria Vittoria dal Pozzo (Maria Vittoria Carlotta Enrichetta Giovanna; 9 august 1847 – 8 noiembrie 1876) a fost o nobilă italiană, prințesă della Cisterna. Căsătorită cu Ducele de Aosta, fiu al lui Victor Emanuel al II-lea al Italiei, ea a fost ultima regină a Spaniei din 1870 până la abdicarea soțului ei în 1873. Este ascendenta Prințului Aimone, Duce de Apulia, actualul pretendent al tronului Italiei.